# Isola Bell
L'isola Bell è un'isola canadese situata al largo della penisola di Avalon della Terranova nella Conception Bay.
Di 9 km di lunghezza e 3 km in larghezza, l'isola Bell ha una superficie di 34 km². Il sottosuolo è costituito da arenaria ordoviciana e shale con ematite rossa. È sede di tre comunità, la più grande delle quali è situata nella città di Wabana.
Il governo provinciale gestisce un servizio di traghetto da Portugal Cove Bell isola tutti i giorni. Viene utilizzato principalmente da pendolari che lavorano nell'area metropolitana di St. John's.